# Ратнер, Владимир Наумович
Владимир Наумович Ратнер (1903—1974) — советский военачальник, полковник.

## Биография
Родился 27 июля 1903 года в еврейской семье.
До службы в армии Ратнер работал на заводе им. В. И. Ленина в Москве; с сентября 1924 года учился в Институте народного хозяйства им. Плеханова, два курса которого окончил в 1926 году.  
В Красной армии с октября 1926 года, будучи призванным в армию Рогожско-Симоновским РВК Москвы и направлен в 5-й Амурский стрелковый полк 2-й отдельной стрелковой Краснознаменной Приамурской дивизии, где в 1927 году окончил одногодичную команду. По окончании курсов, в декабре 1927 года, был уволен со службы и продолжил работать в Москве на заводе «Электропровод». 25 февраля 1932 года был вновь призван в РККА и назначен в 3-й стрелковый полк Московской пролетарской стрелковой дивизии Московского военного округа. Член ВКП(б)/КПСС с 1931 года.
Участник Великой Отечественной войны с 24 июня 1941 года. С 25 июня по 4 июля 1941 года организовал боевые действия частей дивизии на направлении главного удара немецко-фашистских войск, в результате последним нанесён ощутимый урон. С 1942 года был начальником штаба 1-й гвардейской мотострелковой дивизии; с 19 апреля по 12 мая 1942 года гвардии полковник Ратнер В. Н. — командир этой же дивизии. В 1943 году Владимир Наумович Ратнер — начальник штаба 250-й стрелковой дивизии 31-й армии Западного фронта. С 1944 года — начальник штаба 251-й стрелковой Витебской Краснознаменной и ордена Суворова II-й степени дивизии 60-го стрелкового корпуса 2-й гвардейской армии 3-го Белорусского фронта. Дважды пропадал без вести и дважды оставался жив.
Окончил курсы усовершенствования командиров стрелковых дивизий при Военной академии им. М. В. Фрунзе в 1947 году и  факультет заочного обучения этой же академии в 1952 году. С ноября 1955 года — старший преподаватель кафедры оперативно-тактической подготовки. 6 марта 1959 года Владимир Наумович Ратнер был уволен в отставку.
Умер в 1974 году, похоронен в Москве на Востряковском кладбище.

## Награды
- Награждён тремя орденами Красного Знамени (09.09.1943, 22.07.1944, 25.04.1945), орденом Отечественной войны I-й степени (11.05.1943), орденом Красной Звезды (03.11.1944), а также медалями, среди которых «За оборону Москвы» (01.05.1944).[2]

## Источник
- Великая Отечественная. Комдивы [Текст] : военный биографический словарь : в 5 т. / Д. А. Цапаев (рук.) и др. ; под общ. ред. В. П. Горемыкина. — М. : Кучково поле, 2011. — Т. 1. — С. 53—55. — 736 с. — 200 экз. — ISBN 978-5-9950-0189-8.